# Căști audio

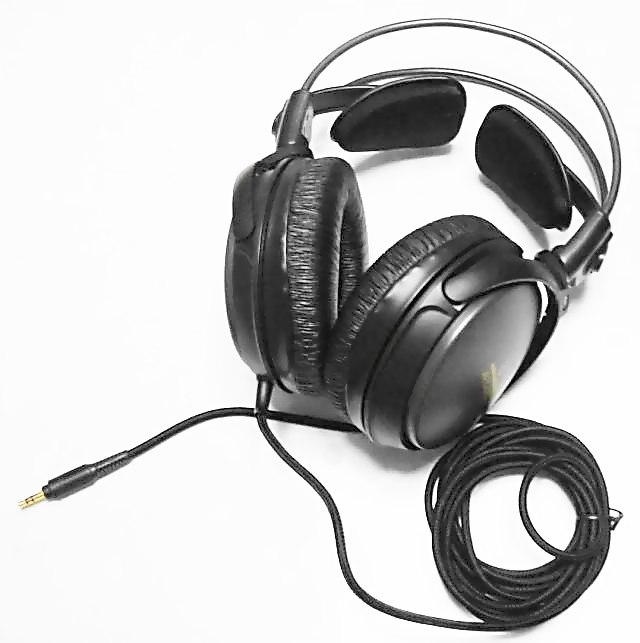
Căști auriculare

Căștile audio, numite și căști auriculare sau și căști de audiție sunt dispozitive electrice pentru recepția și ascultarea sunetelor și muzicii. Ele se amplasează ori peste urechi, ori în interiorul urechilor externe. Sunt prevăzute cu mici difuzoare și se pot atașa unui număr foarte mare de dispozitive electronice precum radiourilor, casetofoanelor, calculatoarelor, telefoanelor mobile etc.
Cele mai des folosite căști audio sunt binauriculare, fiind făcute pentru auzul cu ambele urechi, eventual cu 2 canale de sunet diferite: stânga și dreapta; în acest caz ele sunt numite și „căști stereo”.
Totuși există și modele speciale numite mono, făcute pentru 1 singur canal de sunet, același pentru ambele urechi; în plus mai există și căști mono pentru o singură ureche.
Unele modele de căști audio au atașat la ele și un mic microfon, în dreptul gurii.
Unele modele de căști audio se pot atașa la emițătorul de semnale sonore nu numai prin cabluri audio (fire electrice), dar și prin unde infraroșii sau unde radio, deci fără fir, ceea ce le conferă un confort sporit la purtare.

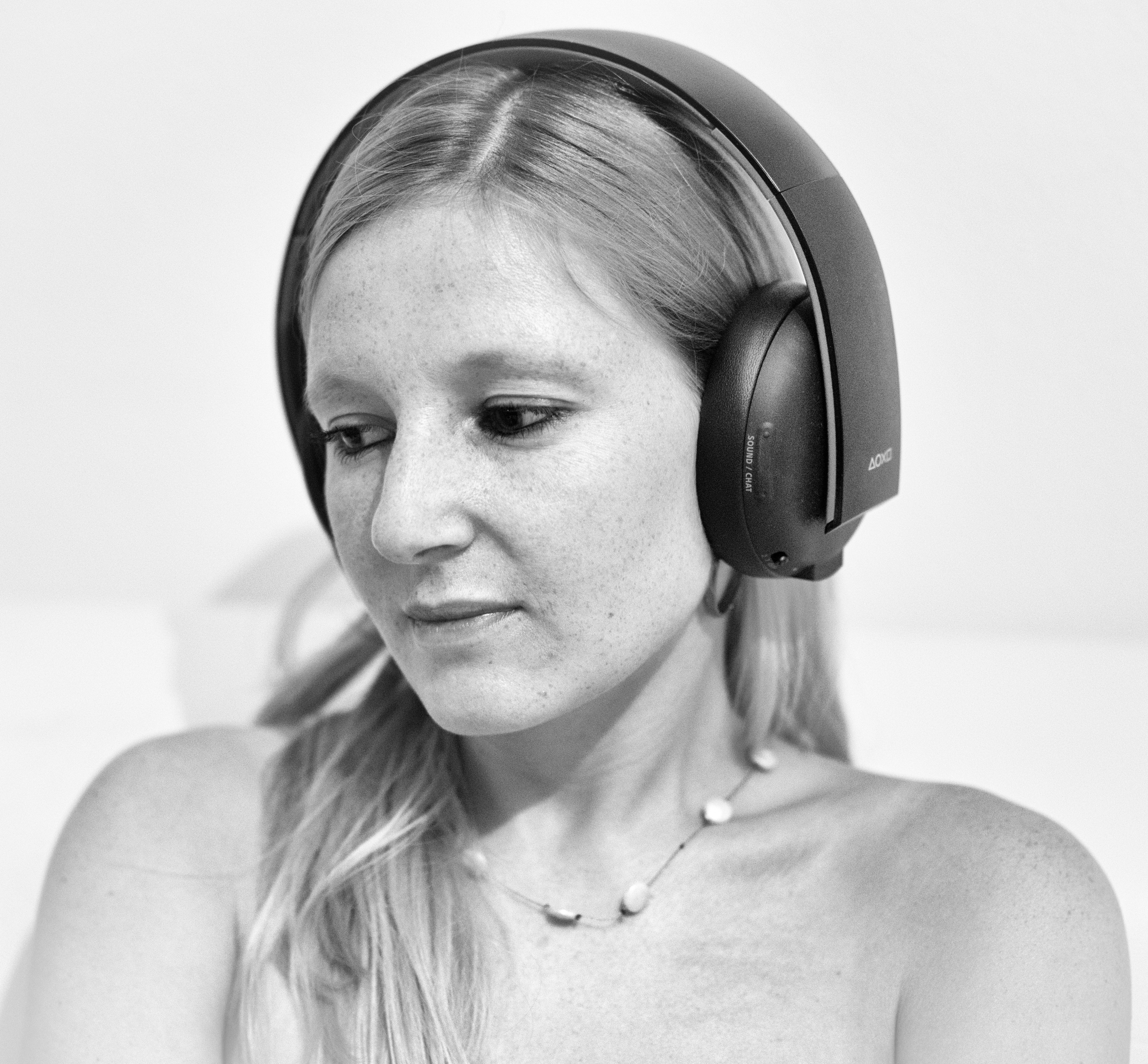
Persoană ascultând muzică la căști

A nu se confunda căștile audio cu modelele de căști antifoane, utilizate la protecția împotriva zgomotelor de pe șantiere navale etc. Căștile antifoane au deci o funcționalitate total diferită, dar pot avea forme și dimensiuni foarte asemănătoare cu cele ale căștilor audio.